# Mellrichstadter Forst
Mellrichstadter Forst är ett obebott, kommunfritt område i Landkreis Rhön-Grabfeld i Regierungsbezirk Unterfranken i förbundslandet Bayern i Tyskland.